# Giornata mondiale della biodiversità
La Giornata mondiale della biodiversità (in inglese International Day for Biological Diversity) è una festività proclamata nel 2000 dall'Assemblea generale delle Nazioni Unite per celebrare l'adozione della Convenzione sulla Diversità Biologica (Convention on Biological Diversity). 
Viene celebrata ogni anno il 22 maggio, dedicata alla difesa e alla tutela della biodiversità.